# Kesjár Csaba

Kesjár Csaba és C. C. Catch

Kesjár Csaba (Budapest, 1962. február 9. – Nürnberg, 1988. június 24.) magyar autóversenyző, Kesjár János motorkerékpáros, motorcsónak-versenyző fia.

## Élete
A Bánki Donát Gépipari Műszaki Főiskolán gépészmérnöki oklevelet szerzett. 1975-től 1981-ig gokartozott, 1982-ben autóversenyzői igazolványt szerzett. Gokartban a nemzetközi licencű kategóriában 1980-ban és 1981-ben magyar bajnoki címet szerzett.
Autóversenyzőként 1985-ben abszolút magyar bajnok, 1986-ban hegyi bajnok lett. A Formula Easter kategóriában 1982-ben, 1983-ban, 1984-ben, 1985-ben magyar bajnok volt. A Formula Ford kategóriában 1986-ban osztrák bajnok volt. 1987-től 1988-ig a német Forma-3 bajnokságban versenyzett, 1987-ben a 9. helyen végzett. A szakemberek tervei szerint ő lett volna az első magyar versenyző, aki a Formula–1-ben szerepelt volna. Az 1987-es Magyar Nagydíj hétvégéjén tesztelhette a Zakspeed csapat autóját, így ő lett az első magyar, aki F1-es autót vezetett.

## Eredményei
1975
- Gokart ifjúsági magyar bajnokság: 3. hely[2]

1976
- Gokart ifjúsági magyar bajnokság: 2. hely[3]

1977
- Gokart ifjúsági magyar bajnokság: 1. hely[4]

1979
- Gokart másodosztályú magyar bajnokság: 1. hely[5]

1980
- Gokart magyar bajnokság[6]
  - Nemzetközi géposztály: 1. hely
  - Abszolút: 1. hely

1981
- Gokart magyar bajnokság[7]
  - Nemzetközi géposztály: 1. hely
  - Abszolút: 1. hely

1982
- Hegyi gyorsasági magyar bajnokság[8]
  - Formula easter: 1. hely
  - Abszolút: 3. hely

1983
- Hegyi gyorsasági magyar bajnokság[9]
  - Formula Easter: 1. hely
  - Abszolút: 3. hely

1984
- Béke Barátság kupa, Formula Easter[10]
  - Most: 9. hely
  - Kielce: 6. hely
  - Riga: 5. hely
- Hegyi gyorsasági magyar bajnokság[11]
  - Formula Easter: 1. hely
  - Abszolút: 6. hely

1985
- Hegyi gyorsasági magyar bajnokság[12]
  - Formula Easter: 1. hely
  - Abszolút: 3. hely
- Alpok—Duna Kupa hegyi gyorsasági bajnokság[13]
  - Abszolút: 12. hely

1986
- Osztrák Formula Ford bajnokság[14]
  - 1. hely
- Osztrák Formula Ford 2000 kupa
  - 2. hely
- Hegyi gyorsasági magyar bajnokság[15]
  - Abszolút: 1. hely

1987
- NSZK Formula–3 bajnokság
  - Nürburgring: 11. hely[16]
  - Zeltweg: 4. hely
  - Nürburgring: 10. hely
  - Zolder: nem indult
  - Összesítésben: 14. hely
- Formula–3-as Európa-bajnokság
  - Silverstone: 16. hely
- Svájci Formula–3 bajnokság
  - Hockenheim: 2. hely[17]
- Hegyi gyorsasági magyar bajnokság
  - Abszolút: 2. hely[18]

1988
- NSZK Formula–3 bajnokság
  - Zolder: Szabálytalan tűzoltókészülék miatt kizárták.[19]

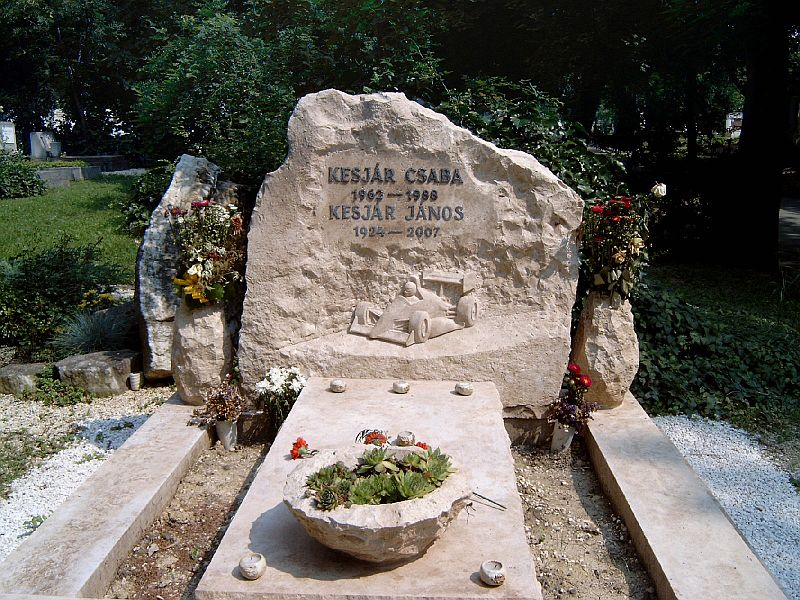
Kesjár Csaba sírja Budapesten. Farkasréti temető: 28-1-133/134.

  - Brno: 9. hely[20]

## Halála
Az NSZK Forma-3-as bajnokságának a Norisringen tartott hétvégéjének egyik edzésén a Dallara 388-asából kifolyt a fékfolyadék, aminek következtében 200 km/órás sebességgel a falnak csapódott és a korlátok közé szorult. Sérülései olyan súlyosak voltak, hogy már nem tudták megmenteni az életét, a másnapi futamot a tragédia után törölték.
Budapesten, a Farkasréti temetőben helyezték örök nyugalomra. Temetésén több ezren vettek részt.

## Emlékezete
- A Kesjár Gokart Iskolát Kesjár Csaba édesapja, Kesjár János alapította fia halálos balesete után 1988-ban. Először Kecskeméten létesült az iskola, majd 1990-től az erre a célra épített gokartpálya a Budapest X. kerületi Hangár utcába lett áthelyezve.[21]
- 1992 óta Budaörsön általános iskola viseli a nevét.[22]
- Delhusa Gjon dala – Gyertyák a síron

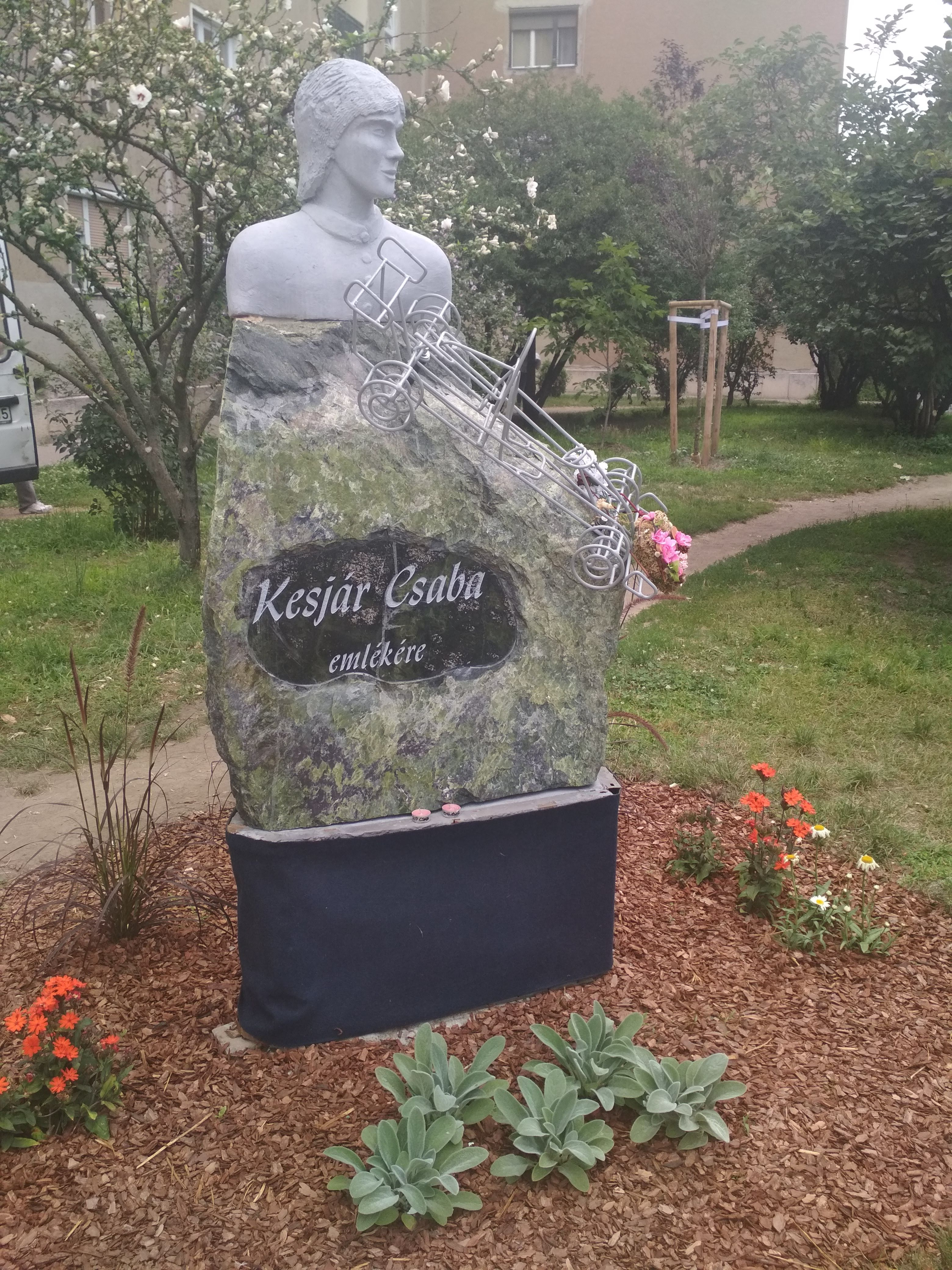
Kesjár Csaba emlékmű
Budapest, XIV.Zugló, Róna utca, Thököly út kereszteződésénél

## Díjai, elismerései
- Zugló díszpolgára[23]

## További információ
- Kesjár Csaba; szerk. Friderikusz Sándor; Láng, Bp., 1988
- Harle Tamás: Az utolsó 26 óra; Média, Bp., 1988
- Harle Tamás: Kesjár Csaba 60. A teljes történet; Kék Európa Stúdió, Bp., 2022